# Вестон (Небраска)
Вестон (енгл. Weston) град је у америчкој савезној држави Небраска.

## Демографија
По попису из 2010. године број становника је 324, што је 14 (4,5%) становника више него 2000. године.
| Група             | 2000.       | 2010.       |
| Белци             | 309 (99,7%) | 303 (93,5%) |
| Афроамериканци    | 0 (0,0%)    | 0 (0,0%)    |
| Азијати           | 0 (0,0%)    | 0 (0,0%)    |
| Хиспаноамериканци | 1 (0,3%)    | 18 (5,6%)   |
| Укупно            | 310         | 324         |